# Jalamangala, Ramanagara
Jalamangala là một làng thuộc tehsil Ramanagara, huyện Ramanagara, bang Karnataka, Ấn Độ.